# 那甲镇
那甲乡，是中华人民共和国广西壮族自治区百色市德保县下辖的一个乡镇级行政单位。

## 行政区划
那甲乡下辖以下地区：
那甲村、巴深村、中屯村、地稼村、定六村、马道村、念凌村、林祥村、大雅村、多旺村、多睦村、上央村、大章村、峒干村、餐屯村、艾屯村和那录村。